# 蟾毒色胺
蟾毒色胺（bufotenin，bufotenine）又写作 5-HO-DMT，属DMT类似物或色胺衍生物，是存在于某些蟾蜍皮肤（得名于蟾蜍属）、蘑菇、高等植物和哺乳动物中的生物碱，与神经递质血清素有关，其结构与二甲基色胺、脱磷酸裸盖菇素和5-甲氧基二甲基色胺类似。
蟾毒色胺最早由奥地利化学家汉多夫斯基（Handovsky）在一战期间从蟾蜍皮肤中提取得到。1934年维兰德证实其结构，1936年星野敏雄完成合成。致幻剂cohoba的主要成分。

## 外部連結
- Erowid's Bufotenin Vault （页面存档备份，存于）
- TiHKAL entry on Bufotenin （页面存档备份，存于）
- Bufotenin (5-HO-DMT) entry in TiHKAL • info （页面存档备份，存于）